# Ballando con le stelle (nona edizione)
La nona edizione di Ballando con le stelle è andata in onda dal 5 ottobre al 7 dicembre 2013 su Rai 1, condotta da Milly Carlucci con Paolo Belli. 
L’edizione è stata vinta dalla coppia formata dalla fiorettista Elisa Di Francisca e dal ballerino Raimondo Todaro.

## Cast

### Concorrenti
| VIP                  | Attività                         | Insegnante         | Stato                |
| -------------------- | -------------------------------- | ------------------ | -------------------- |
| Elisa Di Francisca   | Schermitrice                     | Raimondo Todaro    | Vincitori            |
| Amaurys Pérez        | Pallanuotista                    | Veera Kinnunen     | Secondi classificati |
| Francesca Testasecca | Modella e personaggio televisivo | Stefano Oradei     | Terzi classificati   |
| Roberto Farnesi      | Attore                           | Samanta Togni      | Quarti classificati  |
| Lorenzo Flaherty     | Attore                           | Natalia Titova     | Quarti classificati  |
| Lea T                | Modella e personaggio televisivo | Simone Di Pasquale | Quarti classificati  |
| Gigi Mastrangelo     | Ex pallavolista                  | Sara Di Vaira      | Eliminati            |
| Veronika Logan       | Attrice                          | Maykel Fonts       | Eliminati            |
| Anna Oxa             | Cantante                         | Samuel Peron       | Ritirati             |
| Jesus Luz            | Modello                          | Agnese Junkure     | Eliminati            |
| Federico Costantini  | Attore                           | Vera Bondareva     | Eliminati            |
| Massimo Boldi        | Attore, comico e cabarettista    | Elena Coniglio     | Eliminati            |
| Alessandra Barzaghi  | Attrice e conduttrice televisiva | Roberto Imperatori | Eliminati            |

### Giuria
- Ivan Zazzaroni
- Fabio Canino
- Carolyn Smith (presidente di giuria)
- Rafael Amargo (sostituito da Arrigo Sacchi nella settima puntata)
- Guillermo Mariotto

### Opinionisti
- Sandro Mayer
- Riccardo Signoretti

## Tabellone
Legenda
     Salvi
     Ricevono il tesoretto dalla giuria
     Salvati dal televoto
     Eliminati provvisoriamente
     Eliminati definitivamente
     Non ripescati
     Ripescati
     Ritirati
     Non gareggiano in puntata
| Concorrente          | Ballerino/a        | Puntate         | Puntate         | Puntate         | Puntate         | Puntate         | Puntate         | Puntate         | Puntate         | Puntate         | Puntate         |
| Concorrente          | Ballerino/a        | 1ª              | 2ª              | 3ª              | 4ª              | 5ª              | 6ª              | 7ª              | Ripescaggio     | Semifinale      | Finale          |
| -------------------- | ------------------ | --------------- | --------------- | --------------- | --------------- | --------------- | --------------- | --------------- | --------------- | --------------- | --------------- |
| Elisa Di Francisca   | Raimondo Todaro    | Salvi           | Salvi           | Salvi           | Salvi           | Salvi           | Salvi           | Salvi           | Salvi           | Salvi           | Vincitori (56%) |
| Amaurys Pérez        | Veera Kinnunen     | Salvi           | Salvi           | Salvi           | Salvi           | Salvi           | Salvi           | Salvi           | Salvi           | Salvi           | Secondi (44%)   |
| Francesca Testasecca | Stefano Oradei     | Salvi           | Salvi           | Salvi           | Salvi           | Salvi           | Eliminati (43%) | Ripescati       | Salvi           | Salvi           | Terzi (20%)     |
| Francesca Testasecca | Stefano Oradei     | Salvi           | Salvi           | Salvi           | Salvi           | Salvi           | Eliminati (43%) | Ultimi 3 (36%)  | Salvi           | Salvi           | Terzi (20%)     |
| Roberto Farnesi      | Samanta Togni      | Salvi           | Salvi           | Salvi           | Ultimi 2 (68%)  | Salvi           | Salvi           | Salvi           | Salvi           | Salvi           | Quarti          |
| Lorenzo Flaherty     | Natalia Titova     | Ultimi 3 (71%)  | Salvi           | Salvi           | Salvi           | Salvi           | Salvi           | Salvi           | Salvi           | Ultimi 2 (55%)  | Quarti          |
| Lea T                | Simone Di Pasquale | Salvi           | Salvi           | Ultimi 2 (67%)  | Salvi           | Eliminati (37%) |                 | Non ripescati   | Ripescati (31%) | Salvi           | Quarti          |
| Gigi Mastrangelo     | Sara Di Vaira      | Salvi           | Salvi           | Salvi           | Salvi           | Salvi           | Ultimi 2 (57%)  | Eliminati (35%) | Ripescati (44%) | Eliminati (45%) |                 |
| Veronika Logan       | Maykel Fonts       | Salvi           | Salvi           | Salvi           | Salvi           | Ultimi 2 (63%)  | Salvi           | Eliminati (29%) | Eliminati       |                 |                 |
| Anna Oxa             | Samuel Peron       | Salvi           | Salvi           | Salvi           | Salvi           | Salvi           | Ritirati        |                 |                 |                 |                 |
| Jesus Luz            | Agnese Junkure     | Ultimi 3 (17%)  | Ultimi 2 (78%)  | Salvi           | Eliminati (32%) |                 |                 | Non ripescati   | Eliminati (25%) |                 |                 |
| Federico Costantini  | Vera Bondareva     | Salvi           | Salvi           | Eliminati (33%) |                 |                 |                 | Non ripescati   | Eliminati       |                 |                 |
| Massimo Boldi        | Elena Coniglio     | Salvi           | Eliminati (22%) |                 |                 |                 |                 | Non ripescati   | Eliminati       |                 |                 |
| Alessandra Barzaghi  | Roberto Imperatori | Eliminati (12%) |                 |                 |                 |                 |                 | Non ripescati   | Eliminati       |                 |                 |

## Balli eseguiti
| Coppia                                   | 1                  | 2                        | 3                      | 4                               | 5                                        | 6                                | 7                                                  | 8                          | 9                                  | 10                                                                      |
| ---------------------------------------- | ------------------ | ------------------------ | ---------------------- | ------------------------------- | ---------------------------------------- | -------------------------------- | -------------------------------------------------- | -------------------------- | ---------------------------------- | ----------------------------------------------------------------------- |
| Elisa Di Francisca e Raimondo Todaro     | Jive               | Salsa                    | Valzer                 | Samba                           | Paso doble – Rumba Cubana                | Charleston – Dembow              | Samba – Cha cha cha – Street Tap Dance             | Street Dance – Movie Dance | Tango – Salsa – Valzer             | Medley natalizio – Rumba – Quickstep – Tango – Boogie Woogie – Valzer   |
| Amaurys Pérez e Veera Kinnunen           | Samba              | Boogie Woogie            | Paso doble             | Tango – Dembow                  | Salsa                                    | Jive – Rumba Cubana              | Salsa – Merengue – Street Tap Dance                | Street Dance – Movie Dance | Rumba – Boogie Woogie – Salsa      | Medley natalizio – Cha cha cha – Salsa – Paso doble – Charleston – Jive |
| Francesca Testasecca e Stefano Oradei    | Cha cha cha        | Salsa                    | Rumba                  | Tango – Dembow                  | Samba – Rumba Cubana                     | Paso doble – Dembow – Charleston | Valzer                                             | Street Dance – Movie Dance | Merengue – Samba – Tango           | Medley natalizio – Jive – Merengue                                      |
| Roberto Farnesi e Samanta Togni          | Paso doble         | Tango                    | Boogie Woogie          | Charleston – Dembow – Merengue  | Rumba                                    | Valzer – Rumba Cubana            | Merengue – Salsa – Street Tap Dance                | Street Dance – Movie Dance | Quickstep – Salsa – Valzer         | Medley natalizio – Samba                                                |
| Lorenzo Flaherty e Natalia Titova        | Tango – Salsa      | Paso doble               | Boogie Woogie          | Charleston                      | Quickstep                                | Valzer – Dembow                  | Salsa – Samba – Street Tap Dance                   | Street Dance – Movie Dance | Jive – Tango – Merengue – Merengue | Medley natalizio – Rumba                                                |
| Lea T e Simone Di Pasquale               | Salsa              | Charleston               | Cha cha cha – Merengue | Samba – Dembow                  | Quickstep – Rumba Cubana – Boogie Woogie | –                                | Tango – Jive                                       | Rumba – Salsa – Samba      | –                                  | Medley natalizio – Valzer                                               |
| Gigi Mastrangelo e Sara Di Vaira         | Salsa              | Boogie Woogie            | Paso doble             | Tango                           | Charleston – Rumba Cubana                | Rumba – Dembow – Merengue        | Salsa – Jive – Street Tap Dance – Cha cha cha      | Salsa – Valzer             | Samba – Rumba – Jive – Quickstep   | –                                                                       |
| Jesus Luz e Agnese Junkure               | Samba – Salsa      | Paso doble – Cha cha cha | Tango                  | Boogie Woogie – Dembow – Valzer | –                                        | Rumba – Jive                     | –                                                  | –                          | –                                  | –                                                                       |
| Anna Oxa e Samuel Peron                  | Rumba              | Paso doble               | Charleston             | Valzer                          | Samba – Rumba Cubana                     | Quickstep                        | –                                                  | –                          | –                                  | –                                                                       |
| Veronika Logan e Maykel Fonts            | Salsa              | Cha cha cha              | Charleston             | Boogie Woogie                   | Merengue – Rumba Cubana – Paso doble     | Valzer – Dembow                  | Cha cha cha – Tango – Street Tap Dance – Quickstep | Salsa                      | –                                  | –                                                                       |
| Federico Costantini e Vera Bondareva     | Merengue           | Jive                     | Salsa – Samba          | –                               | Tango                                    | –                                | –                                                  | –                          | –                                  | –                                                                       |
| Massimo Boldi ed Elena Coniglio          | Jive               | Tango – Cha cha cha      | –                      | Valzer                          | –                                        | –                                | –                                                  | –                          | –                                  | –                                                                       |
| Alessandra Barzaghi e Roberto Imperatori | Jive – Cha cha cha | –                        | Tango                  | –                               | –                                        | –                                | –                                                  | –                          | –                                  | –                                                                       |

## Ballerini per una notte
| Puntata    | Ospite             | Attività                                     | Ballerino/a          | Ballo         | Punteggio | Assegnatari tesoretto                 |
| ---------- | ------------------ | -------------------------------------------- | -------------------- | ------------- | --------- | ------------------------------------- |
| 1ª         | Victoria Silvstedt | Modella                                      | Alessandro Camerotto | Salsa         | 34        | Massimo Boldi e Elena Coniglio        |
| 2ª         | Manuela Arcuri     | Attrice                                      | Lucio Cocchi         | Tango         | 44        | Veronika Logan e Maykel Fonts         |
| 3ª         | Rafael Amargo      | Ballerino e coreografo                       | Yulia Musikhina      | Flamenco      | 4         | Amaurys Pérez e Veera Kinnunen        |
| 4ª         | Aldo Montano       | Schermidore                                  | Giulia Dotta         | Salsa         | 58        | Amaurys Pérez e Veera Kinnunen        |
| 4ª         | Filippo Magnini    | Nuotatore                                    | Nancy Berti          | Salsa         | 58        | Amaurys Pérez e Veera Kinnunen        |
| 5ª         | Andrea Bocelli     | Tenore                                       | Nancy Berti          | Rumba         | 50        | Gigi Mastrangelo e Sara Di Vaira      |
| 6ª         | Giorgio Pasotti    | Attore                                       | Anastasia Kuzmina    | Boogie Woogie | 98        | Amaurys Pérez e Veera Kinnunen        |
| 6ª         | Martina Stella     | Attrice                                      | Lucio Cocchi         | Salsa         | 98        | Amaurys Pérez e Veera Kinnunen        |
| 7ª         | Mirco Bergamasco   | Rugbista                                     | Nancy Berti          | Salsa         | 95        | Elisa Di Francisca e Raimondo Todaro  |
| 7ª         | Fabio Quagliarella | Calciatore                                   | Giulia Dotta         | Merengue      | 95        | Elisa Di Francisca e Raimondo Todaro  |
| 8ª         | Roberto Cammarelle | Pugile                                       | Nancy Berti          | Jive          | 28        | Lea T e Simone Di Pasquale            |
| 8ª         | Clemente Russo     | Pugile                                       | Giulia Dotta         | Boogie Woogie | 28        | Lea T e Simone Di Pasquale            |
| Semifinale | Flavio Insinna     | Attore e presentatore televisivo             | Elena Coniglio       | Tango         | 50        | Lea T e Simone Di Pasquale            |
| Finale     | Lillo e Greg       | Comici, autori umoristici, cantanti e attori | Elena Coniglio       | -             | 94        | Francesca Testasecca e Stefano Oradei |
| Finale     | Luca e Paolo       | Attori, comici e conduttori televisivi       | Sara Di Vaira        | -             | 94        | Francesca Testasecca e Stefano Oradei |

## Ascolti
| Puntata     | Messa in onda    | Telespettatori | Share  |
| ----------- | ---------------- | -------------- | ------ |
| 1           | 5 ottobre 2013   | 4 329 000      | 20,70% |
| 2           | 12 ottobre 2013  | 4 420 000      | 21,25% |
| 3           | 19 ottobre 2013  | 4 015 000      | 19,02% |
| 4           | 26 ottobre 2013  | 4 365 000      | 21,17% |
| 5           | 2 novembre 2013  | 4 443 000      | 21,37% |
| 6           | 9 novembre 2013  | 4 760 000      | 23,16% |
| 7           | 16 novembre 2013 | 4 738 000      | 24,20% |
| Ripescaggio | 23 novembre 2013 | 4 773 000      | 23,40% |
| Semifinale  | 30 novembre 2013 | 5 403 000      | 25,75% |
| Finale      | 7 dicembre 2013  | 5 532 000      | 28,14% |
| Media       | Media            | 4 678 000      | 22,82% |